# Huaca Corpus I
El complejo arqueológico Corpus I, perteneciente al conjunto de huacas Pando, se encuentra situado en la parte baja del valle del Rímac, exactamente  localizada  en la III etapa de la urbanización Pando (Cercado de Lima), entre las calles Santa Francisca Romana, Santa Justina y Santa Gertrudis. Este recinto arqueológico está construido con base en adobitos tipo Maranga y en su relleno hay un alto porcentaje de fragmentaría decorada, en rojo, blanco y negro, desarrollándose así durante el intermedio tardío.

## Origen
El origen de esta huaca radica entre los años (1100 - 1200) cuando en ese entonces todo el valle de Lurín y valle del río Rímac estaban gobernados por la cultura Yshma, posterior a ello un Tupac Ccusi Yupanki se dispuso a conquistarlos, llegando así al fin de esta cultura y automáticamente pasando estos vestigios sagrados, como la huaca Corpus I, a manos de los Incas. Estos últimos por su parte conservaron el cacicazgo de Maranga (Malanca, Malanay) ya que estos territorios eran muy  poblados  y  ricos. Los  incas,  al  conquistarlos,  dispensaron mucha consideración a sus caciques, los convocó en calidad de “privados” suyos, para que anduvieran en su acompañamiento, con la finalidad de ganar su  voluntad  y  fidelidad. Se tiene la  información histórica, la cual señala la existencia de una unidad política incaica correspondiente a los valles bajos del Chillón, Rímac y Lurín, expresada en tres importantes Hunu (cacicazgos): Carahuayllo, Maranga y Surco

## Descripción
La etimología de la palabra Corpus, proviene de la nominación que reciben los entierros y fardos. Por Corpus se refiere a un potrero que formaba parte de la Huaca Pando, esta huaca perteneciente a la cultura Yshma, se construyó en el periodo del intermedio tardío (1100  a  1535 d. C.) que hasta el año 1970, era un gran campo de cultivo de maíz con acequias y muros coloniales que delimitaban unos a otros, actualmente esta chacra ya no existe, hasta ahí ha llegado la urbanización. La huaca contiene una plataforma construida con tapiales de unos 2 m de altura, dos muros perimétricos hacia los lados sur y norte, y un muro de barro de edificación moderna que delimita el lado oeste de la plataforma 

## Hallazgos
Antes de realizar las excavaciones Ramos Cox mencionaba que la limpieza de las huacas Pando iba a mostrar una secuencia desde la aparición de la cerámica hasta fines del siglo XVI, mencionaba así que  en lo interno se van desencadenando correlaciones de unidades con lo que se va construyendo más de tres mil  años de historia local, es así que en el año 1980 se inician las excavaciones, todas estas realizadas por el Archivo Documental de Arqueología del Instituto de la Riva Agüero, secuencialmente se realizaron 3 excavaciones en total, en 1981 se realizó una limpieza y mantenimiento de farditos por la señora Sonia Torres Torres, estudiante de Biología de la universidad Ricardo Palma. En Corpus I la excavación ha permitido recuperar entierros completos y secundarios. Es posible que muchos de estos entierros sean de gente que vivió en la zona durante el siglo de la ocupación inca externamente a los muros de adobón que se encuentra una trinchera de reconocimiento a nivel de los campos de cultivo que permitió obtener fragmentaría variada en tierra compacta. Algunos de los fragmentos son del horizonte temprano.

## Su estado actual
Actualmente el recinto arqueológico, Corpus I, se encuentra bajo el mantenimiento y custodiado por el Ministerio de Cultura. Actualmente no se realizan excavaciones.

## Línea de tiempo
La línea de tiempo nos muestra la pertenencia de la huaca Corpus I en primera instancia a la cultura Ychma, luego de la conquista esta pasa a manos de la cultura inca, sucesivamente tras la conquista de los españoles pasa a ser parte del virreinato, para luego ser abandonada y usada como campo de cultivo. El año 2013 la municipalidad Metropolitana de Lima ejecutó el Proyecto de investigación y puesta en valor de la huaca Corpus I. A través de este, se logró la recuperación del sitio, así como identificar dos ocupacionales correspondientes al periodo Intermedio tardío, y, en particular, a la cultura Ychsma.